# Bartosz Filipiak
Bartosz Filipiak (ur. 27 lutego 1994 w Aleksandrowie Kujawskim) – polski siatkarz grający na pozycji atakującego. 

## Sukcesy klubowe

### młodzieżowe
Ogólnopolska Olimpiada Młodzieży:
- 2010

Mistrzostwa Polski Kadetów:
- 2010, 2011

Młoda Liga:
- 2012
- 2013
- 2011

### seniorskie
Mistrzostwo I Ligi:
- 2015[4]

## Sukcesy reprezentacyjne
Letnia Uniwersjada:
- 2019

## Nagrody indywidualne
- 2010: Najlepszy Mistrzostw Polski Kadetów
- 2011: Najlepszy Mistrzostw Polski Kadetów